# 러도 티보르
러도 티보르(헝가리어: Radó Tibor, 1895년 6월 2일 ~ 1965년 12월 29일)는 헝가리 출신으로 제1차 세계 대전 이후에는 미국에서 활동한 수학자이다.

## 생애
러도는 부다페스트에서 태어나 1913년부터 1915년까지 부다페스트 기술대학에서 토목공학을 공부했다. 제1차 세계 대전이 발발한 후 그는 헝가리군 중위로 복무하다가 러시아 전선에서 포로가 되었고, 이후 시베리아의 포로수용소에서 탈출하여 수천 킬로미터에 달하는 북극 황무지를 지나 헝가리로 돌아오는 데 성공했다.
1923년 프란츠 요제프 대학교에서 박사학위를 받고 록펠러 재단의 후원으로 독일에서 연구원으로 일하다가 1929년 도미하여 1930년 오하이오 주립 대학교에서 수학부 교수직을 얻었다. 그는 1935년 미국 국적을 취득했다. 제2차 세계 대전 중에는 미국 정부의 과학 고문으로 일하며 학업 활동을 중단했다.
1920년대에 그는 곡면의 삼각 분할이 본질적으로 유일하다는 추측(Hauptvermutung)을 증명했다. 1933년에는 플라토의 문제에 대한 일반해를 찾았고 1935년에는 열조화 함수(subharmonic function)에 관한 결과를 출판했다. 생애 후반에는 컴퓨터 과학에 집중했으며 1962년 5월에 Bell Labs Technical Journal에 출판한 "On Non-Computable Functions"에서 바쁜 비버 함수와 그 계산 불가능성에 관한 유명한 결과를 발표했다.
러도는 플로리다주의 뉴스머나비치(New Smyrna Beach)에서 사망했다.